# بیل لارنس
بیل لارنس (انگلیسی: Bill Lawrence؛ زادهٔ ۲۶ دسامبر ۱۹۶۸) فیلم‌نامه‌نویس، تهیه‌کننده تلویزیونی و کارگردان تلویزیونی اهل ایالات متحده آمریکا است. وی از سال ۱۹۹۳ میلادی تاکنون مشغول فعالیت بوده است.
از فیلم‌ها یا برنامه‌های تلویزیونی که وی در آن نقش داشته است، می‌توان به ویسکی کاوالیر، روان‌درمانی، تد لاسو، کوگار تاون، فرندز و حبس ابد اشاره کرد.